# Société européenne de traitement de l'information
La Société européenne de traitement de l’information (SETI) a été créée le 27 juillet 1961 par Jean Gaudfernau, qui a quitté en 1959 la Société d'électronique et d'automatisme, avec pour actionnaire à 50% la Compagnie des compteurs,
et à 25% le constructeur américain Packard Bell.
La SETI a fusionné en décembre 1966 avec deux autres sociétés informatiques concurrentes opérant dans l'Automatisation industrielle, la Société d'électronique et d'automatisme (SEA) et la Compagnie européenne d'automatisme électronique (CAE). La réunion des trois, imposée par l'Etat, qui est client des trois, dans le cadre du plan Calcul lancé par le gouvernement du général de Gaulle, forme la Compagnie internationale pour l'informatique (CII), future société Bull.
La CAE fait ainsi partie de la nébuleuse de nombreux fournisseurs de l'Etat français concernés par les réflexions du Plan Calcul annoncé fin 1966.

## Histoire de la SETI

### Origine à la Compagnie des compteurs
Après la seconde guerre mondiale, la Compagnie des compteurs fournit des radars pour la Marine, production qu'elle abandonne 1953 à la CSF via un accord de partage lui accordant celle de produits pour la télévision, puis à partir de 1955, pour les enregistreurs magnétiques, sous licence américaine, en lien avec la SEA qui lui confie la production des siens. Elle en exporte 500 vers l'Angleterre. 

### Bulle spéculative sur l'électronique de 1959-1962
La CDC aborde ensuite de l'Automatisation industrielle, à l'occasion de contrats EDF et nucléaires. Sur ce marché, la Société d'électronique et d'automatisme (SEA), pionnière en France, travaille "essentiellement sur commandes des services techniques des Armées, d’EDF et du CNET", adossée à Schneider depuis 1960, ce qui "facilite la production et la commercialisation de ses machines", notamment la toute dernière, la CAB500. Mais la même année, elle subit la concurrence de deux sociétés essentiellement clientes de l'État, qui importent des licences américaines:
- Intertechnique, participant au programme nucléaire civil via des calculateurs numériques pour gérer des appareils de sécurité de centrales nucléaires, que Marcel Dassault cède au groupe Rivaud en 1959-1961 via l'entremise de Jacques Chaban-Delmas, crée une branche Instruments électroniques et présentera en 1969, un mini-ordinateur, le Multi-8.
- la nouvelle Compagnie européenne d'automatisme électronique (CAE), créée en 1960 grâce aux réseaux politiques et bancaires de son grand actionnaire la CGE[2], associé à CSF. La CAE embauche, Jean Auricoste, chef du service de calcul numérique de la SEA jusqu'en 1958[3], puis brièvement chef de département chez Intertechnique, avant de devenir directeur général adjoint de la CAE[4].

C'est l'époque de la bulle spéculative sur l'électronique de 1959-1962, percée par le krach du 28 mai 1962, dans le sillage de l'invention  1958 du circuit intégré, que se disputent Jack Kilby (Texas Instruments) et Robert Noyce, parti pour la startup Fairchild Semiconductor, mais aussi de l'arrivée du TX-2, conçu au MIT par Ken Olsen, fondateur de Digital Equipment en 1957, avec l'aide de Georges Doriot, l'inventeur du capital-risque. La valeur de Control Data, de Seymour Cray, s'envole: trois ans après l'entrée en Bourse, par l'émission de 600 000 actions à un dollar en 1958, sa valeur grimpe à 120 dollars, soit 90 millions de dollars. 

### Création en 1961
La CDC française recherche alors, de son côté, une licence auprès du constructeur américain Packard Bell, lui achète celle du PB 250 et lui offre 25% d'une filiale qu'elle contrôle à 50%, la SETI, dirigée par Jean Gaudfernau,.

### Implantation
Dotée d'un capital social d’un million de francs dont la moitié apporté en nature par la CDC, la SETI est basée place des États-Unis à Montrouge et édifie à partir de 1962 le Centre électronique de Massy, renommé ensuite Centre d’automatisme (CDA), sur trois étages sur un terrain de 10 000 m2 dans la zone industrielle de Massy-Palaiseau, dans l'Essonne. 
Jean Gaudfernau, qui avait quitté en 1959 la Société d'électronique et d'automatisme (SEA) est nommé directeur général de la SETI, à la tête d'une "centaine de jeunes ingénieurs recrutés dans les années 1950-1960", parmi lesquels un autre ancien de la SEA, Denis Dayonnet, entré à la CDC en août 1962, ami personnel et voisin de François-Henri Raymond. En 1964, une "opération Massy 2" agrandit ce CDA de "deux nefs supplémentaires".
Le CDA fournit un calculateur PB 250 au CEA. Ce dernier s'en sert  pour traiter "les problèmes d’analyse par spectrométrie d’un mélange d’éléments radioactifs" au centre de Saclay, et à Cadarache, d’un ensemble de contrôle de la pile atomique César.

### Départ de l'équipe américaine qui a conçu  le PB 250
Entre-temps, le succès du PB 250 s'arrête car l'équipe américaine qui l'a conçu est partie fonder en 1963 une petite compagnie californienne SDS, où elle rejoint celle qui avait conçu la série IBM 360, puis travaillé pour RCA à concevoir le Spectra 70. 
SDS développe, elle, un ordinateur de 3e génération de très belle architecture mais sans logiciel, orienté vers les applications militaires : le Sigma 7, qui sera habillé en  CII 10070 puis Iris 50 par la CII avant de sortir en février 1972 une version complètement transformée, Iris 50 annoncéd dès 1969 avec un logiciel réseau dans l'OS, Transiris.

### Création de la "Pallas"
La SETI cherche entre-temps sans succès un autre allié américain puis décide de créer sa propre machine, travaillant en adresses symbolique, et capable de gestion comme de calcul scientifique. C'est la "Pallas", pensée par  Y. Harrand, un ancien de l'équipe Gamma 60 à la Compagnie des machines Bull. Elle est conçue par Denis Dayonnet et Jean Gaudfernau. Douze exemplaires seront vendus. 
Dans l'armement, la SETI reçoit  un accueil favorable de la DRME et de la DGRST : le contrat d'études pour un calculateur 1968 lui permet de recevoir une subvention de 2,9 millions de francs. En 1967, la plupart des 800 employés de la SEA entrent à la CII, qui l'a absorbée.

### Intégration à la compagnie internationale pour l'informatique
Fusionnée dans la CII en 1967, la SETI amène dans ses bagages "quelques machines déjà francisées", 90-10 et 90-40, mais "surtout, avec la prolongation des accords" avec l'Américain SDS un "premier exemplaire du Sigma 7, qui "fut un choc pour de jeunes ingénieurs avides de techniques nouvelles : code d’instruction étendu (type IBM 360), adressage en « mémoire virtuelle », bus mémoire asynchrone, unités de périphériques autonomes"

## Ordinateurs SETI
- Le PB 250 est le premier ordinateur construit par la SETI. Il dispose d’une mémoire de 2 320 à 10 000 mots, chaque mot étant composé de 22 bits[6].
- La "Pallas".